# Севинч (женский футбольный клуб)
«Севинч» — женский футбольный клуб города Карши (Узбекистан). Основан в 2003 году и с момента основания является участником Высшей Лиги.

## История
В июне 2003 года был создан женский профессиональный футбольный клуб. Изначально «Севинч» завоевала бронзовую медаль чемпионата в 2003 году. К 2004 году девушки «Севинч» впервые в своей истории праздновали чемпионство. В 2005 году завоевал серебряную медаль. Выигрывал чемпионат Узбекистана с 2006 по 2017 годы. Женский футбольный клуб «Севинч» с 2003 года тренирует Хан Владислав Николаевич.

## Руководство команды
Большой вклад в создание клуба «Севинч» внес Алишер Султанов, тогдашний директор Шуртанского газохимического комплекса.
| Позиция              | Имя                     |
| -------------------- | ----------------------- |
| Президент            | Шухрат Чориевич Асланов |
| Генеральный директор | Алишер Юсупов           |
| Спортивный директор  | Сергей Кучеренко        |

### Тренерский штаб и технический персонал
| Позиция         | Имя                       |
| --------------- | ------------------------- |
| Главный тренер  | Владислав Николаевич Хан  |
| Тренер вратарей | Белова Елена              |
| Старший тренер  | Валиев Козимхон Аббосович |
|                 | Узбекистан                |
| Массажист       | Адылова Луиза             |
| Администратор   | Азиз Шарапов              |

## Участие команды в соревнованиях
Женский футбольный клуб «Севинч» является клубом-призером и в других видах футбола, помимо большого футбола. «Севинч» является четырнадцатикратным (2005, 2006, 2007, 2008, 2009, 2010, 2011, 2012, 2013, 2014, 2015, 2016, 2017, 2018) чемпионом Узбекистана по футзалу (мини-футболу), а также как девятикратный чемпион по мини-футболу несколько раз (2009, 2010, 2011, 2012, 2013, 2014, 2015, 2016, 2017) также выигрывал Кубок Узбекистана. Также женский футбольный клуб «Севинч» является победителем ряда международных соревнований. В 2005 году завоевал главный приз по мини-футболу на Азиатских играх, проходивших в Таиланде. В 2009 году «Истринская жемчужина» заняла первое место на международном турнире по мини-футболу, проходившем в России. В 2009 году победитель международного турнира по мини-футболу «Оман-79», проходившего в Иордании. Победитель международного турнира по мини-футболу «Карши-2009», прошедшего в городе Карши в 2009 году. В 2009 году выиграл кубок Европы по мини-футболу в Болгарии. Победитель соревнований по мини-футболу в рамках XIV Арабских игр, проходивших в Объединённых Арабских Эмиратах в 2010 году, завоевал серебряную медаль на международных турнирах по мини-футболу «Оман-79» и «Кубок Карши-2010», проходивших в г. 2010. В 2010 году завоевал бронзовую медаль на Кубке Европы. 7 марта 2019 года призовой фонд в размере 200 млн сумов был передан женскому футбольному клубу «Севинч».

## Стадион
Женский футбольный клуб «Севинч» проведет свои домашние матчи в Олий Лиге Узбекистана на стадионе «Геолог». Стадион «Геолог» был открыт 1 мая 1983 года. Стадион может вместить 11 000 болельщиков. Размер стадиона 105 × 68 м. Стадион «Геолог» реконструировался в 1993, 1995, 2011 годах. 26 мая 2020 года на тренировочной базе женского футбольного клуба «Севинч» были проведены ремонтные работы.

## Текущий состав
По состоянию на 30 декабря 2022 г.
Примечание: Флаги указываются, так как игрок может иметь более одного гражданства по правилам ФИФА.
| №  |            | Позиция | Игрок                    |
| -- | ---------- | ------- | ------------------------ |
| 1  | Узбекистан | Вр      | Тилавова, Лайло          |
| 3  | Узбекистан | Защ     | Назарова, Зумрад         |
| 4  | Камерун    | Защ     | Нгонджа, Нджолле Альвине |
| 6  | Узбекистан | Нап     | Рузиева, Севара          |
| 7  | Гана       | Нап     | Мумуни, Фусейна          |
| 9  | Узбекистан | Защ     | Шаимова, Мафтуна         |
| 10 | Узбекистан | ПЗ      | Галимова, Саида          |
| 11 | Узбекистан | Нап     | Амирова, Гульзода        |
| 12 | Узбекистан | Вр      | Нуруллаева, Севара       |
| 13 | Узбекистан | Защ     | Шодиева, Юлдуз           |
| 15 | Индия      | ПЗ      | Грэйс, Дангмей           |

| №  |            | Позиция | Игрок                  |
| -- | ---------- | ------- | ---------------------- |
| 16 | Узбекистан | Вр      | Джанимкулова, Мафтуна  |
| 17 | Узбекистан | Нап     | Ташева, Шодия          |
| 18 | Узбекистан | Нап     | Эштимерова, Наргиза    |
| 19 | Узбекистан | ПЗ      | Нарбекова, Лиана       |
| 20 | Узбекистан | ПЗ      | Нарбаева, Зарина       |
| 23 | Узбекистан | Вр      | Полющкич, Ангелина     |
| 30 | Узбекистан | ПЗ      | Эгамбердиева, Мехрибон |
| 32 | Узбекистан | ПЗ      | Саъдуллаева, Угилой    |
| 37 | Узбекистан | ПЗ      | Бурханова, Малика      |
| 77 | Узбекистан | Нап     | Кудратова, Нилуфар     |
| 90 | Узбекистан | Нап     | Сарикова, Махлиё       |